# درخشش بازتابی ماهواره

شبیه‌سازی پدیدهٔ ایجاد یک درخشش بازتابی ماهواره

درخشش بازتابی ماهواره (انگلیسی: Satellite flare) نور بازتابیده از ماهواره‌های چرخان در اطراف مدار زمین است که به واسطه انعکاس نور خورشید پس از برخورد با پنل‌های فتوولتاییک یا آنتن ماهواره‌ها حاصل می‌شوند. درخشش بازتابی ماهواره‌ها اغلب با چشمان غیر مسلح هم قابل مشاهده هستند و به شکل یک منور گذرا نمایان می‌گردند. نوارهای درخشان بر جا مانده از این درخشش بازتابی، نوعی آلودگی نوری تلقی می‌گردد که می‌تواند تأثیر منفی بر اخترشناسی، اخترشناسی آماتوری و همین‌طور مردمان بومی محلی داشته باشد.
بسیاری از ماهواره‌ها با قدر ظاهری روشن‌تری می‌تابند که با چشم غیر مسلح به خوبی مشهود هستند. چنین قدر ظاهری می‌تواند رقمی میان +۶٫۵ باشد. آن دسته از ارقام که کوچکتر هستند، روشن‌تر هستند و بر همین قیاس، قدرهای منفی، روشن‌تر از قدرهای مثبت هستند. صورت فلکی ماهواره‌ای ایری‌دیوم یکی از نخستین منابع انسانی آلودگی نوری فضای نزدیک بود که انتقادات بسیاری را در پی داشت. صورت فلکی ماهواره‌ای بزرگتر همانند صورت‌فلکی ماهواره‌ای وان‌وب و استارلینک نیز انتقادهای فزاینده‌ای را دریافت کرده‌اند. نسل اول صورت فلکی ماهواره‌ای ایری‌دیوم از سال ۱۹۹۷ در مجموع ۹۵ ماهواره مخابراتی و ارتباطی را در مدار پایینی زمین قرار داد، ماهواره‌هایی که بانی و مسب درخشش بازتابی ایری‌دیوم بودند. درخشان‌ترین منورها در میان تمام ماهواره‌های در حال گردش از سال ۱۹۹۷ آغاز شد. از سال ۲۰۱۷ تا ۲۰۱۹ بسیاری از این ماهواره‌ها با ماهواره‌های نسل جدید جایگزین شده‌اند که تقریباً، درخشش بازتابی تولید نمی‌کنند و نسل نخست، تا ۲۷ سپتامبر ۲۰۱۹ از مدار زمین خارج شدند.

## نگارخانه

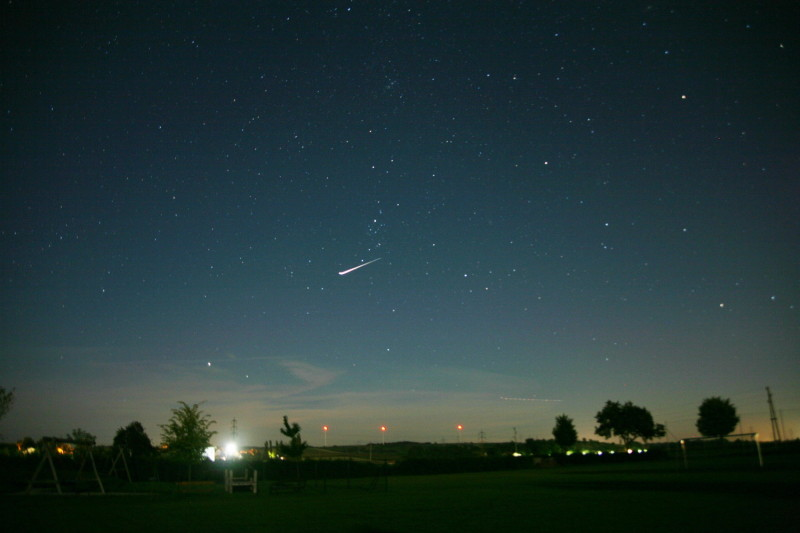
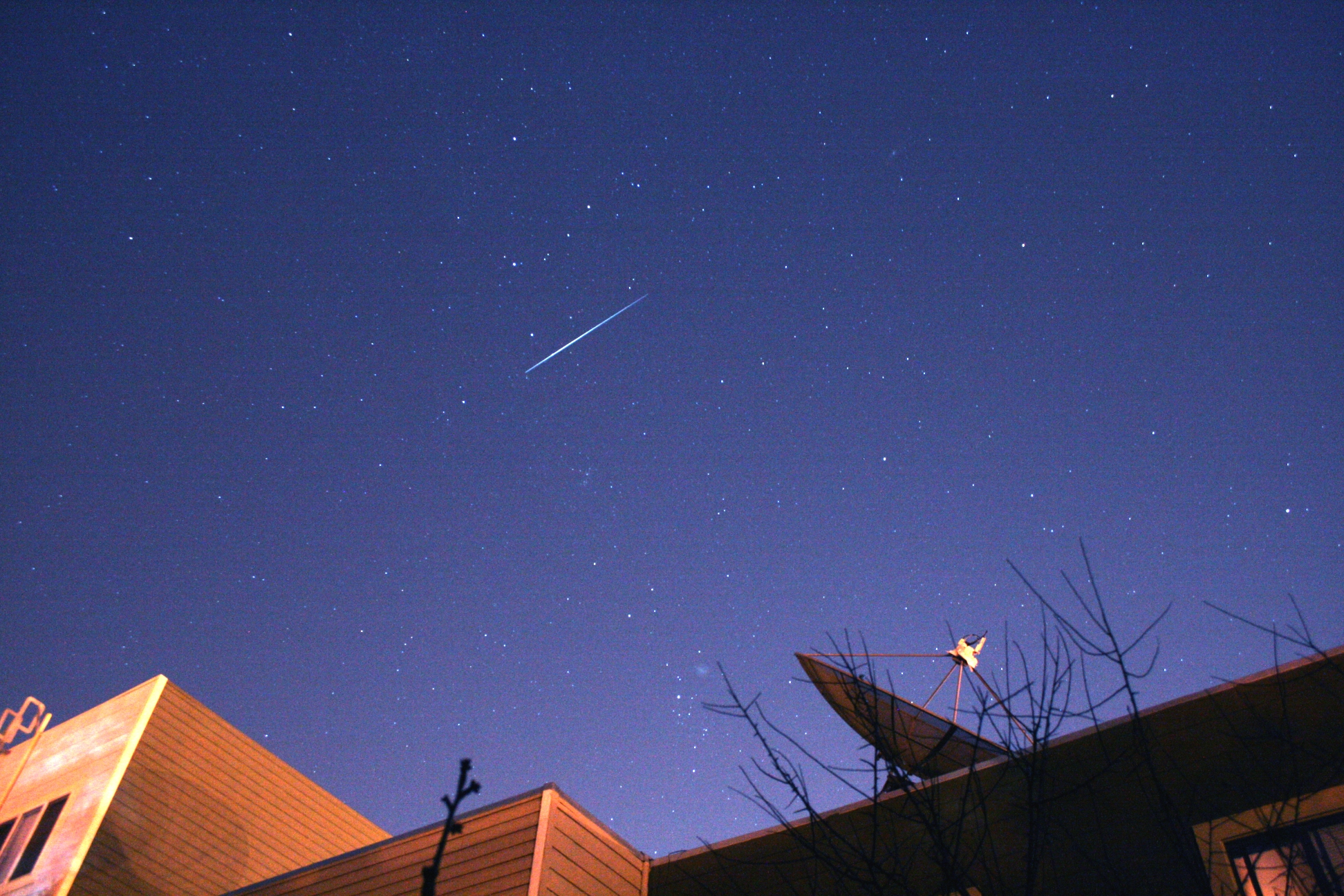
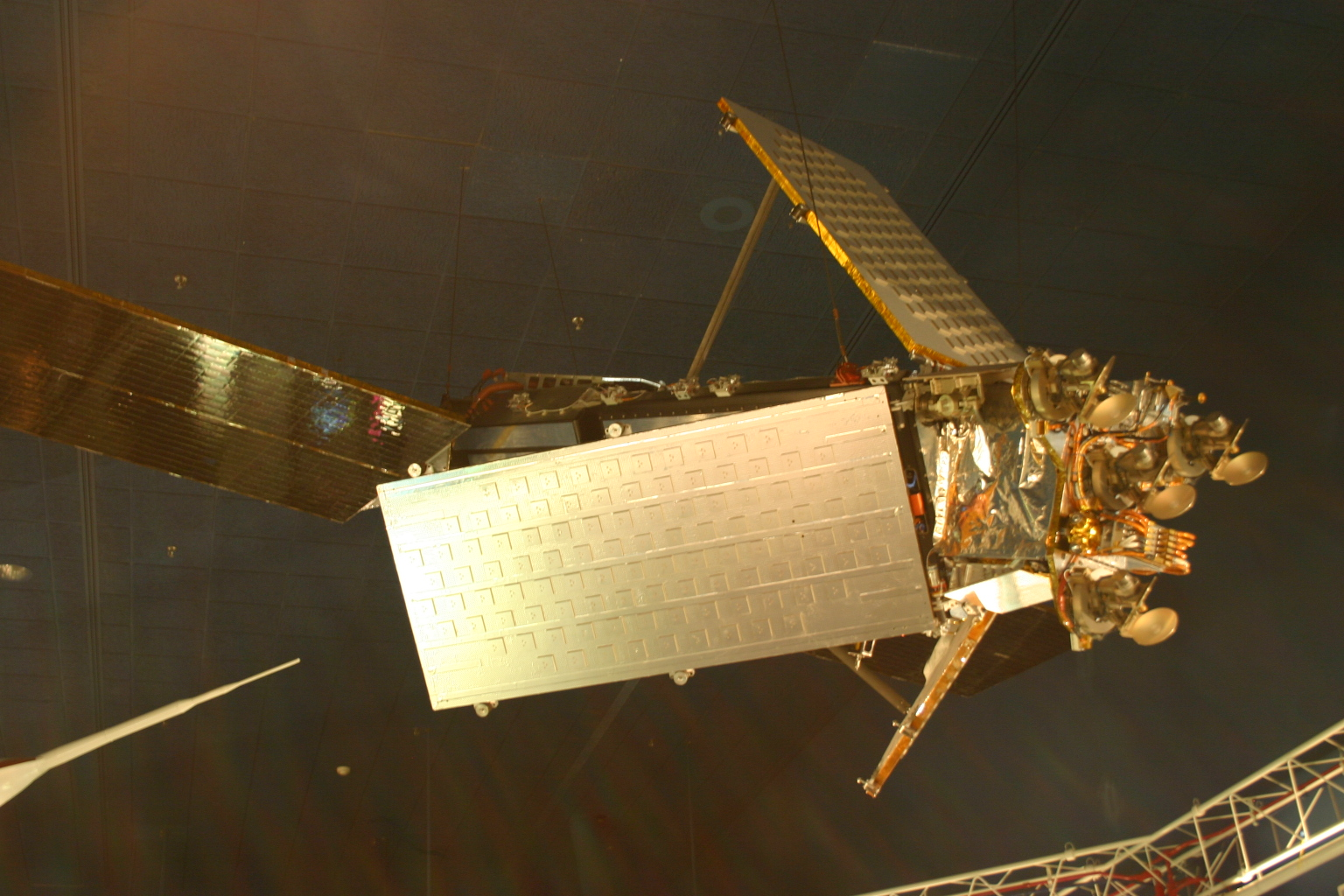